# سد يوغن
سد بوغن هو سد يقع في منطقة أورداباسي، إقليم تركستان، كازاخستان. 
يقع السد في المجرى السفلي لنهر بوغن، في الجزء الأوسط من منطقة أورداباسي. 

## التاريخ
تم تشغيل سد بوغن في عام 1967 في عهد جمهورية كازاخستان الاشتراكية السوفيتية. ويُستخدم لري الحقول الزراعية القريبة.

## الخزان
تبلغ سعة خزان السد التخزينية القصوى 377,000,000 متر مكعب (306,000 فدان قدم) ومساحة سطح 65 كيلومتر مربع (25 ميل مربع). يبلغ متوسط العمق 6 أمتار (20 قدمًا)، ويبلغ أقصى عمق 15 مترًا (49 قدمًا). مياه الخزان عذبة. الأنواع الرئيسية من الأسماك التي تعيش فيه هي سمك السلمون المرقط الثلجي، وسمك القاروص، والسمك الشائع، والدنيس الشائع، وسمك الشبوط الأوراسي، وسمك السلور الويلسي، والزاندر، وسمك الدونمانداي، وسمك الشبوط العشبي. تتمتع مصايد أسماك سد بوغن بأهمية محلية، حيث يبلغ متوسط الأسماك التي يتم اصطيادها في الخزان سنويًا 300 طن (3,000,000 جرام).